# Lupo di Spoleto
Lupo (... – 751) è stato un duca longobardo, duca di Spoleto.

## Biografia
Lupo governò il Ducato di Spoleto tra il 745 e il 751, relativamente indipendente dal re Liutprando.
Ha fatto molte donazioni e divenne protettore dell'Abbazia di Farfa.
Alla sua morte, il ducato fu conquistato da re Astolfo e concesso brevemente a Unnolfo (prima che il re stesso assumesse il titolo).